# OGRE 3D
OGRE 3D (acrónimo del inglés Object-Oriented Graphics Rendering Engine) es un motor de renderizado 3D orientado a escenas (en oposición a un motor de videojuego), escrito en el lenguaje de programación C++ y software libre. Fue diseñado para que a los desarrolladores les resulte más fácil e intuitiva la producción de aplicaciones que utilizan gráficos 3D acelerados por hardware. Sus bibliotecas evitan la dificultad de la utilización de capas inferiores de librerías gráficas como OpenGL y Direct3D, y además, proveen una interfaz basada en objetos del mundo y otras clases de alto nivel.
OGRE tiene una comunidad muy activa, y fue el proyecto del mes en marzo de 2005 de SourceForge. Ha sido usado en varios videojuegos comerciales como Ankh, Torchlight, Garshasp y Earth Eternal.
Actualmente OGRE es multiplataforma y soporta Linux, Windows (las últimas versiones), OS X, NaCl, WinRT, Windows Phone 8, iOS y Android. La comunidad FreeBSD mantiene su versión en forma no oficial.
La versión 1.0.0 ("Azathoth") fue publicada en febrero de 2005. La versión actual en la serie 1.x.y es la 1.8.1 ("Byatis"), lanzada el 2 de septiembre de 2012. Fue publicada bajo los términos de la licencia MIT, a partir de la versión 1.7.0; previamente lo fue bajo una licencia GNU Lesser General Public License (LGPL) modificada. La modificación de la LGPL permite a los usuarios vincular estáticamente la biblioteca en las mismas condiciones que la vinculación dinámica, aunque con la distinción hecha por la LGPL. Desde 2019, Ogre consta de dos bifurcaciones desarrolladas por separado, a saber, Ogre (también llamada Ogre1), que se basa en la base de código original 1.x y Ogre Next (también llamada Ogre2), que se basa en los esfuerzos de desarrollo 2.x.

## Información general
Como su nombre lo indica, OGRE es "solo" un motor de renderizado. Como tal, su propósito principal es proveer una solución general para el renderizado de gráficos. A pesar de que incorpora otras características (clases de vector y matrices, manejo de memoria, etc.), son consideradas suplementarias. No es una solución todo-en-uno desde el punto de vista del desarrollo de juegos o simulación ya que no provee soporte para físicas y audio, por ejemplo.
La elección de OGRE como un motor gráfico otorga a los desarrolladores la libertad de usar librerías de física, entrada, audio y otras que deseen y permite al equipo de desarrollo de OGRE focalizarse en la gráfica en lugar de distribuir sus recursos en varios sistemas. OGRE explícitamente soporta librerías OIS, SDL y CEGUI, e incluye el conjunto de herramientas Cg.
A partir de la versión 1.7.0, OGRE es publicado bajo los términos de la licencia MIT. Las versiones anteriores fueron publicadas bajo una licencia dual (una es LGPL, la otra fue llamada OGRE Unrestricted License (OUL)), para que sea posible de ser elegido para consolas, debido a que a la mayoría de los editores no les gusta los términos de la licencia copyleft.